# 南岐州
南岐州，中国南北朝时设置的州。
北魏孝昌二年（526年）置南岐州，治所在固道郡梁泉县（今陕西凤县东北凤州镇，在双石铺北12.5公里）。领三郡：固道郡、广化郡、广业郡。辖境相当今陕西省凤县、留坝县及甘肃省两当县、成县、徽县等地。西魏废帝三年（554年）改为凤州。